# فيلق الفرسان القلميقيوني التطوعي

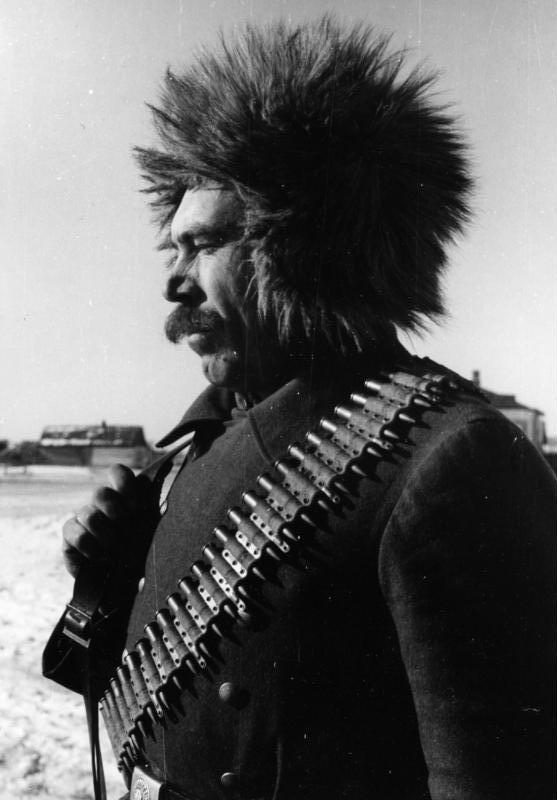

سلاح الفرسان القلميقيوني (بالألمانية: Kalmücken-Kavallerie-Korps)‏ كانت وحدة مكونة من حوالي 5000 متطوع من القلميقيون اختاروا الانضمام إلى الجيش الألماني في عام 1942 بدلاً من البقاء في قلميقيا حيث تراجعت القوات الألمانية أمام الجيش الأحمر.  في عام 1943، أعلن ستالين في وقت لاحق أن سكان قلميقيا ككل هم من المتعاونين الألمان، وقد قاموا بترحيلهم إلى سيبيريا حيث عانو من خسائر كبيرة في الأرواح. 

## أصول
عندما قاد إريك فون مانشتاين فرقة المشاة الآلية السادسة عشر إلى قلميقيا في أوائل عام 1942، كان لديه بالفعل بعض مستشاري قلميقيا من لجنة جمعها غوبلز معًا لأغراض الدعاية. واستكملت هذه من قبل كالميك الآخرين الذين استقروا في بلغراد بعد رحلتهم مع المهاجرين الروس البيض بعد ثورة أكتوبر الروسية. 

## التنظيم
عمل الفيلق داخل الفيرماخت الألماني كقوة متحالفة مستقلة مع جميع المناصب القيادية التي اتخذتها القلميقيون. وكان معظم الضباط من القلميقيون أنفسهم، مكتسبين الخبرة العسكرية السوفيتية السابقة. قام عدد قليل من الألمان الذين كانوا حاضرين داخل الفيلق بوظائف مساعدة وإدارية فقط. 
على عكس معظم الفرق «التطوعية» الوطنية الأخرى، ضم سلاح الفرسان في قلميقيا متطوعين حقيقيين على استعداد للقتال مع الألمان. اعتمدت الانقسامات الوطنية الأخرى على مجندين من معسكرات أسرى الحرب.  

## الأعمال العسكرية
حارب فيلق سلاح الفرسان القلميقيوني مع الفيرماخت وراء الخطوط،  خاصة حول بحر آزوف. في نهاية عام 1944، تراجعت قوات سلاح الفرسان كالميك مع أسرهم، مع الجيش الألماني.  ذهب حوالي 2000 إلى سيليزيا، بولندا و1500 إلى زغرب، كرواتيا، حيث تم إعادة تنظيمهم للقتال ضد الثوار. 

## نهاية الحرب
بعد الحرب، تمت إعادة جميع جنود كالميك الباقين على قيد الحياة إلى جانب أسر كالميك التي رافقتهم قسراً إلى الاتحاد السوفيتي. 
تم ترحيل شعب كالميك داخليًا لمدة 13 عامًا كعقوبة على التعاون مع الألمان. 